# 新南浦駅
新南浦駅（シンナンポえき）とは、朝鮮民主主義人民共和国南浦特別市港口区域にある平南線の駅。

## 歴史
1910年10月16日、平南線の開通とともに開業。

## 隣の駅
朝鮮民主主義人民共和国鉄道省
平南線
葛川駅 - 新南浦駅 - 徳洞駅
平南線（南浦支線）
新南浦駅 - 南浦駅